# Radio Boss
Radio Boss – płockie radio powstałe w 1992 r.
Emisja programu próbnego nastąpiła dopiero po 2 latach, w maju 1994 po otrzymaniu promesy koncesyjnej. Regularną emisję programu radio rozpoczęło 22 września 1994 po otrzymaniu koncesji KRRiTV. Działalność zakończyło w 2001 roku, pod koniec zatrudniało 12 osób.
Radio Boss nadawało na częstotliwości UKF 67,7 MHz oraz 90,4 MHz w Płocku i okolicach (Kutnie, Łęczycy i Wyszogrodzie).